# Lophostoma schulzi
Lophostoma schulzi — вид родини листконосові (Phyllostomidae), ссавець ряду лиликоподібні (Vespertilioniformes, seu Chiroptera).

## Середовище проживання
Країни поширення: Бразилія, Французька Гвіана, Гаяна, Суринам. Пов'язаний з тропічними лісами.

## Звички
Комахоїдний.

## Загрози та охорона
Вирубка лісів є загрозою.